# Szorce
Szorce [ˈʂɔrt͡sɛ] est un village polonais de la gmina de Trzcianne dans le powiat de Mońki et dans la voïvodie de Podlachie. Il se situe à environ 4 kilomètres au sud de Trzcianne, à 14 kilomètres au sud-ouest de Mońki et à 39 kilomètres au nord-ouest de Bialystok.
Selon le recenssement de la commune de 1921, ont habité dans le village 475 personnes, dont 469 étaient catholiques et 6 judaïques. Parallèlement, 469 habitants ont déclaré avoir la nationalité polonaise, 6 la nationalité juive. Dans le village, il y avait 80 bâtiments habitables.